# La ley de Baltazar
La ley de Baltazar fue una telenovela chilena creada por Daniella Castagno y Rodrigo Bastidas, dirigida por Nicolás Alemparte y producida por Chilefilms. fue emitida por Mega desde el 7 de junio de 2022, sucediendo en el horario a Pobre novio.
Y es protagonizada por los actores Francisco Reyes y Amparo Noguera, acompañados de un elenco coral. 

## Argumento
Baltazar Rodríguez (Francisco Reyes) es un hombre enérgico y entusiasta, lleno de misterios y secretos, un hacendado muy querido por su gente, dueño de un  enorme fundo a la orilla del mar de Cochamó. Un viudo simpático y extrovertido, que tiene tres hijos a los que ve poco y con quienes la relación nunca ha sido buena.
Desde hace años, los hijos del clan Rodríguez, Mariano (Gabriel Cañas), Antonia (Daniela Ramírez) y Gabriel (Simón Pesutic) viven lejos de él por lo que casi no se ven. Sin embargo, un repentino ataque al corazón hace que el mundo de Baltazar se paralice y las alertas familiares se enciendan.
Para los hijos de Baltazar, su padre debe dejar el campo, cambiar de vida e irse a instalar a la capital en un excelente senior suite. Quieren que esté en un lugar con todas las comodidades, cerca de ellos y donde puedan tener el adecuado control de su vida y salud.
Pero Baltazar dará una dura pelea para demostrarles que aún no se piensa jubilar, que esta idea de que "los viejos" sean tratados como niños, no calza para él. Y que esta segunda oportunidad que le da la vida es un llamado para disfrutar y ser feliz antes de que llegue el final de su camino. Porque él no está dispuesto a que tres jóvenes lo manejen, y les demostrará que en su tercera edad, puede vivir a su manera y no como ellos quieren obligarlo.
Además, conoce muy bien a sus hijos y tiene el firme presentimiento de que detrás de su insólito plan de trasladarlo a la capital se esconden sospechosas intenciones: Gabriel, el más joven y más relajado de los tres hijos, desea tener a su padre cerca, porque así puede buscar inspiración para encontrar un buen motivo por el que vivir al límite; en tanto Antonia, siendo la única hija mujer de la familia, va buscando encontrar un buen momento para recuperar el cariño paterno que había perdido, y anhela aprovechar pasar el tiempo junto a su padre de alguna u otra forma; mientras que Mariano, quien resulta ser el hombre más terco, avaricioso y egoísta de todo el clan Rodríguez por ser el hijo primogénito, sólo quiere que su padre se aleje del fundo familiar para venderlo al mejor postor inmobiliario y sacar una buena fortuna, debido a que el terreno en sí resulta de un enorme e incalculable valor.
Baltazar no se dejará influenciar por ninguno de sus hijos, y con la conciencia fresca de que el tiempo corre, buscará la manera de conquistar a la mujer que fue el gran amor de su vida: Margarita Fuentes (Amparo Noguera), la hermana de la fallecida esposa del hacendado, quien vive de su oficio como una monja y está a cargo de la escuelita del pueblo. Baltazar hará todo lo que esté a su alcance para lograr que Margarita cuelgue los hábitos y sea feliz junto a él en el ocaso de sus vidas.

## Reparto
- Francisco Reyes como Baltazar Rodríguez
- Amparo Noguera como Margarita Fuentes
- Gabriel Cañas como Mariano Rodríguez
- Daniela Ramírez como Antonia Rodríguez
- Simón Pešutić como Gabriel Rodríguez
- Francisca Imboden como Cristina Moya
- Andrés Velasco como Manuel "Manolo" Silva
- Ignacia Baeza como Sofía Mondaca
- Felipe Rojas como Gerónimo Mendoza
- Fernanda Salazar como Anita Zúñiga
- Mabel Farías como Rosa Zúñiga
- Claudio Castellón como Fernando Gatica
- Victoria de Gregorio como Teresa Maldonado
- Santiago Meneghello como Sebastián Schmidt
- Gabriel Urzúa como Hernán Amunátegui
- Andrea Eltit como Clara "Clarita" Vial / Hermana Clara
- Luis Rodríguez como Luchito Gatica
- Diego Madrigal como Benjamín Rodríguez
- Francisca Armstrong como Candelaria Olmedo
- Vivian Inostroza como Colomba Rodríguez
- Matías Bielostotzky como Matías Gatica
- Javiera Hernández como Paula Fuentes
- Francisco Dañobeitía como Lucas Jarufe / Lucas Rodríguez
- Valentina Carvajal como Josefa Olmedo
- Dayana Amigo como Carmen "Carmencita" Muñoz
- Catalina Stuardo como Elisa Martínez
- María Elena Duvauchelle como Catalina Fernández
- Paula Sharim como Nancy Jarufe
- Jaime Omeñaca como Carlos Jarufe
- Teresita Reyes como Madre Agustina
- Hugo Vásquez como Horacio Ledesma
- María José Amaya como Lucía
- Carlos Martínez Muñoz como Eugenio Jara, alcalde de Cochamó

## Transmisión internacional
- Uruguay: canal 4 (2023)[4]

## Banda sonora
| Intérprete                      | Tema                          | Personaje(s)          | Actor(es)                                   |
| ------------------------------- | ----------------------------- | --------------------- | ------------------------------------------- |
| Ivan Alejandro                  | «Me tienes loco»              | Tema central          | Tema central                                |
| Ivan Alejandro                  | «Quisiera devolver el tiempo» | Baltazar y Margarita  | Francisco Reyes y Amparo Noguera            |
| Clemente Schaerer               | «Pensandolo bien»             | Gerónimo y Antonia    | Felipe Rojas y Daniela Ramírez              |
| Morat                           | «No se va»                    | Gabriel y Anita       | Simon Pesutic y Fernanda Salazar            |
| Luciano Pereyra                 | «Eres Perfecta»               | Manolo y Sofía        | Andrés Velasco e Ignacia Baeza              |
| Antonio José                    | «Por mil razones»             | Benjamin y Candelaria | Bernabé Madrigal y Francisca Armstrong      |
| Elisa                           | «Casi»                        | Gerónimo y Teresa     | Felipe Rojas y Victoria de Gregorio         |
| Sebastián Yatra                 | «Cristina»                    | Antonia y Sebastián   | Daniela Ramírez y Santiago Meneghello       |
| Antonio José                    | «Por mil razones»             | Benjamin y Candelaria | Bernabé Madrigal y Francisca Armstrong      |
| Andrés Cepeda, Cali y El Dandee | «Te voy a amar»               | Anita y Feña          | Fernanda Salazar y Claudio Castellón        |
| Antonio José, Kurt              | «Tengo»                       | Teresa y Lucas        | Victoria de Gregorio y Francisco Dañobeitía |